# Tomás Lipovsek Puches
Tomás Lipovsek Puches (Buenos Aires, 17 de abril de 1993) é um jogador argentino de tênis profissional.
Em 2019, Lipovsek mudou sua nacionalidade, para representar a Eslovênia, país natal de seu pai, nos eventos tenísticos.

## Carreira
Na carreira de simples, o posto mais alto veio em 9 de novembro de 2015, quando chegou ao número 311 do ranking mundial da ATP. Já nas duplas, em 5 de outubro de 2015, alcançou o número 360.
Em fevereiro de 2016, Lipovsek Puches fez sua estreia na chave principal do ATP, na competição de duplas do Aberto da Argentina, ao lado de Manuel Peña López, onde recebeu um wildcard. Na ocasião, eles perderam na primeira rodada para a dupla formada por Guido Pella e Diego Schwartzman.

## Títulos
| Legenda               |
| --------------------- |
| Grand Slam (0)        |
| Série ATP Masters (0) |
| ATP Tour (0)          |
| Challengers (1)       |

### Duplas
| Resultado | Data                 | Categoria  | Torneio          | Piso   | Parceiro       | Adversários                   | Placar   |
| --------- | -------------------- | ---------- | ---------------- | ------ | -------------- | ----------------------------- | -------- |
| Campeão   | 8 de outubro de 2016 | Challenger | Campinas, Brasil | Saibro | Federico Coria | Sergio Galdós Máximo González | 7–5, 6–2 |